# Rhinodermatidae
Rhinodermatidae is een familie van kikkers (Anura). De groepnaam werd voor het eerst wetenschappelijk gepubliceerd door Karel Lucien Bonaparte in 1850. Oorspronkelijk werd de wetenschappelijke naam Rhinodermina  gebruikt.
Er zijn drie soorten die tot twee geslachten behoren, één soort wordt beschouwd als uitgestorven. Alle soorten komen voor in delen van Zuid-Amerika en leven in de landen Chili en Argentinië.

## Taxonomie
- Geslacht Insuetophrynus Barrio, 1970
  - Soort Insuetophrynus acarpicus Barrio, 1970
- Geslacht Rhinoderma Duméril & Bibron – Neuskikkers
  - Soort Rhinoderma darwinii Duméril & Bibron, 1841 – Darwins bekbroeder
  - Soort Rhinoderma rufum† (Philippi, 1902)